# Тигирецки хребет
Тигирецкият хребет (на руски: Тигирецкий хребет) е планински хребет в северозападната част на планината Алтай, разположен на границата между Русия (Алтайски край) и Казахстан (Източноказахстанска област). Простира се от запад на изток-югоизток като леко изпъкнала на североизток дъга на протежение около 75 km между долините на реките Уба (десен приток на Иртиш) на юг и Чариш (ляв приток на Об) на север и североизток. На запад долината на река Белая (ляв приток на Чариш) го отделя от Коливанския хребет, а на югоизток седловина с височина 1808 m – от Коксуйския хребет. Максимална височина връх Королевски Белок 2299 m (51°00′15″ с. ш. 83°43′55″ и. д. / 51.004167° с. ш. 83.731944° и. д.), разположен в крайната му югоизточна част, на територията на Алтайски край. Изграден е основно от гранити и ефузивни скали. От него на север водят началото си реки леви притоци на Чариш (Сентелек, Тулата, Иня, Белая и др.), а на юг – няколко десни притока на Уба (Коровиха, Белопорожная Уба и др.). До височина 600 – 800 m е покрит със степна растителност, до 1800 m – с иглолистни гори от ела, лиственица и кедър, а нагоре се простират алпийски пасища и високопланинска тундра.